# مديرية حجة

تعديل مصدري - تعديل

مديرية حجة إحدى مديريات محافظة حجة في اليمن. بلغ عدد سكانها 29533 نسمة عام 2004. تضم ثماني عزل.

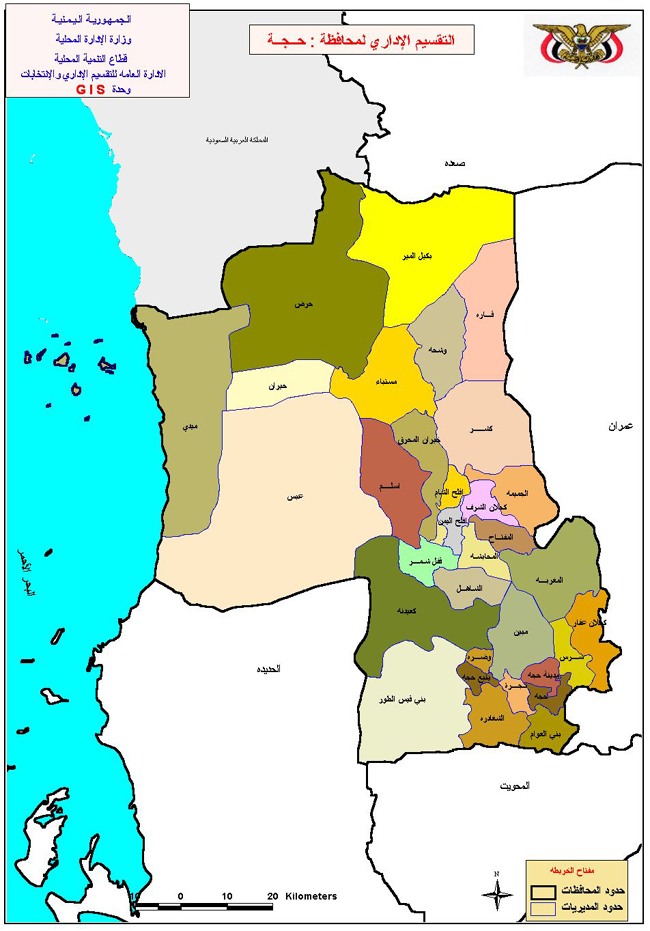
موقع مديرية حجة في محافظة حجة